# Codex Assemanius

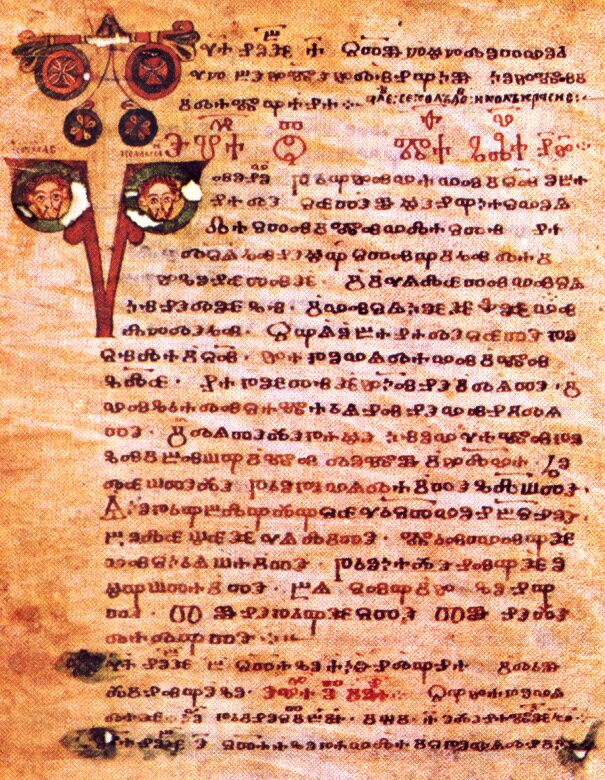
Foglio dal Codex Assemanius (Biblioteca Apostolica Vaticana)

Codex Assemanius (o «Evangeliarium Assemani» o «Codex Vaticanus 3. Slavicus glagoliticus») è un evangeliario canonico scritto in antico slavo ecclesiastico (glagolitico rotondo) composto da 158 fogli di pergamena miniati, databile tra la fine del X e gli inizi dell'XI secolo, creato in Macedonia durante il Primo impero bulgaro, conservato nella Biblioteca Apostolica Vaticana a cui pervenne grazie a due membri della famiglia di eruditi di origine libanese Assemani.

## Struttura
Il codice è composto da 158 fogli di pergamena. 
- La prima parte (fogli 1-112) contiene una selezione di brani del Vangelo da leggersi nella messa nel corso l'anno liturgico
- la seconda parte (fogli 112-153) è un menologio in cui sono riportate tutte le feste dell'anno liturgico secondo la loro cadenza, mese per mese. I mesi da settembre ad aprile sono chiamati ancora con il nome in antico slavo (royen, listogon, groyden, stoyden, prosinec, sěčen, soyx, brězen), mentre i mesi da maggio ad agosto hanno i nomi in lingua latina. Fra i santi ricordati vi sono Demetrio, Teodosio, Clemente, Naum e altri santi, soprattutto macedoni.
- la terza parte (fogli 153-158) è costituita da una serie di testi più brevi con le indicazioni liturgiche.

## Storia

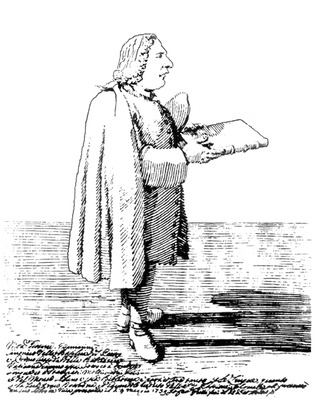
Giuseppe Simone Assemani

Si presume che il codice sia stato composto nella parte occidentale dell'antica Bulgaria da religiosi di Ocrida, dove era utilizzato il glacolitico rotondo. La città di Ocrida, abitata da genti slave sin dal VI secolo, fu conquistata nel IX secolo dai Bulgari e sotto lo zar Samuele divenne capitale del loro impero e sede del patriarcato bulgaro (916). È stato scritto probabilmente nella seconda metà del X o all'inizio dell'XI secolo in quanto viene registrata la morte di Clemente di Ocrida (916) ma non ancora quella di Giovanni di Rila (morto nel 946 e canonizzato nel 980). Il codice è il più antico manoscritto conosciuto in antico bulgaro glagolitico.
Nel manoscritto sono abbondanti le legature. L'analisi linguistica ha dimostrato che il manoscritto è caratterizzato da frequenti vocalizzazioni della vocale ridotta "Ъ" (ъ > o, ь > e), dalla perdita occasionale dell'epentesi, dalla sostituzione di "ь" con "ъ duro", soprattutto "r". Le vocali ridotte "Ъ" sono spesso omesse in fine di parola e talora "ь" viene scritta dopo "k" e "g". Tutte queste caratteristiche sono tipiche della regione macedone, e sono condivise con il Codex Marianus.
Poco tempo dopo il suo completamento, probabilmente durante il regno dell'imperatore Basilio II Bulgaroctono (976 - 1025), il codice fu poi portato al Monastero di Santa Caterina nel Monte Sinai, dove si era stabilito il maggior numero di monaci slavi. A questo periodo risalgono probabilmente i commenti in cirillico e le note in greco che si trovano nel manoscritto. Il codice fu poi scoperto nel XVIII secolo dall'orientalista maronita Giuseppe Simone Assemani, il quale lo acquistò personalmente nel 1736 in un monastero di Gerusalemme in cui risiedevano religiosi slavi di rito greco. Dopo la sua morte (1768) tutti i beni di Giuseppe Simone Assemani, compreso questo codice, passarono al nipote Stefano Evodio Assemani, il quale lo donò alla Biblioteca Apostolica Vaticana, dove è tuttora conservato col nome Codex Vaticanus Slavicus 3 Glagoliticus. Nel foglio 1 del codice, che dai due eruditi ha preso il nome di Assemani, c'è un'annotazione di Stefano Evodio, il quale chiamò il manoscritto Evangelia Illyrice.
Il manoscritto è stato restaurato nel periodo 1869-1878. Edizioni critiche sono state pubblicate nel 1865 in alfabeto glagolitico e nel 1878 in alfabeto latino. La prima edizione critica in alfabeto cirillico è avvenuta nel XX secolo in due volumi, il primo dei quali contiene un'introduzione e riproduzione in facsimile del codice, il secondo volume la trascrizione, in cirillico, commentata    . Nel 1981 è stata pubblicata un'edizione in facsimile a colori.